# Скорделі Пантелеймон Костянтинович
Скорде́лі Пантелеймо́н Костянти́нович (7 квітня 1846 —пом.1918) — дворянин, юрист, державний діяч, колезький асесор, член правління Київського земельного банку і Товариства Київського цукрорафінадного заводу, член Юридичного товариства міста Києва, член Ради Міжнародного Комерційного банку в Санкт-Петербурзі, автор ряду книг з цивільного права й судочинства.

## Праці
- Карне судочинство. Лекції;
- З історії Російського права;
- Цивільне право[3].